# Beno Kohen
Beno Kohen (hebrejsky: בנו כהן, žil 30. září 1894 – 24. listopadu 1975) byl izraelský politik a poslanec Knesetu za strany Liberální strana a Nezávislí liberálové.

## Biografie
Narodil se v Německu. V první světové válce bojoval v německé armádě. Vystudoval Universität Breslau ve Vratislavi. Získal osvědčení pro výkon profese právníka. V roce 1939 přesídlil do Palestiny, dnešního Izraele. Přednášel na právní a ekonomické škole v Tel Avivu.

## Politická dráha
Byl aktivní v sionistickém studentské organizaci v Německu. Byl jedním z předáků hnutí Tchelet-Lavan. Ve 20. letech 20. století pobýval jistý čas v dnešním Izraeli a zabýval se přípravou vzniku zemědělských osad. V letech 1933–1939 byl generálním tajemníkem a úřadujícím předsedou sionistické organizace v Německu. Po přesídlení do dnešního Izraele se angažoval v Asociaci přistěhovalců ze střední Evropy. V roce 1942 patřil mezi zakladatele politické strany Alija chadaša a v roce 1948 Progresivní strany.
V izraelském parlamentu zasedl po volbách v roce 1961, kdy kandidoval za Liberální stranu. Nastoupil do parlamentního výboru pro ústavu, právo a spravedlnost, výboru pro záležitosti vnitra a výboru práce. Během funkčního období se Liberální strana sloučila se stranou Cherut do nové pravicové strany Gachal. Beno Kohen ale patřil mezi několik poslanců za Liberální stranu, kteří do nové aliance nevstoupili a utvořili novou formaci, Nezávislé liberály.